# Koskensaari (Heinola)
Koskensaari (en français : Île des rapides) est une île du Jyrängönvirta à Heinola en Finlande,.

## Présentation
D'une superficie de 42 hectares et longue de moins d'un kilomètre, Koskensaari, anciennement connue sous le nom de Sikosaari, est une île boisée des rapides du Jyrängönvirta du fleuve Kymijoki .
Mesurant 25 mètres de hauteur, le plus grand tilleul d'Heinola pousse sur Koskensaari,.
Le Pic épeichette et la Mésange à longue queue nichent dans l'île où l'on rencontre aussi, entre-autres, l'hypolaïs ictérine, la fauvette des jardins et la fauvette à tête noire.
Le sentier de Koskensaari est situé près du centre d'Heinola dans le quartier de Jyränkö.
Le sentier de découverte de la nature, long de 2,7 km, fait le tour de l'île.
Il a deux sites de feu de camp avec et des remises à bois le long du chemin.
Le chemin commence sous la forme d'un étroit sentier forestier et passe aussi en partie sur la falaise.
Il y a un parcours facile de 800 m de longueur.
Du côté sud-ouest de Koskensaari, le remblai appelé Penikkasilta a un petit pont menant à l'île .